# Bodianus sepiacaudus
 Bodianus sepiacaudus és una espècie de peix de la família dels làbrids i de l'ordre dels perciformes.

## Morfologia
Els mascles poden assolir els 8,7 cm de longitud total.

## Distribució geogràfica
Es troba a Indonèsia i Fidji.